# أندريا باسو
أندريا باسو (بالإيطالية: Andrea Basso)‏ هو لاعب كرة مضرب إيطالي، ولد في 8 أكتوبر 1993 في جنوة في إيطاليا.

## وصلات خارجية
- أندريا باسو على موقع رابطة محترفي التنس (الإنجليزية)
- أندريا باسو على موقع الاتحاد الدولي لكرة المضرب (الإنجليزية)
- أندريا باسو على موقع خلاصة التنس.كوم (الإنجليزية)
- أندريا باسو على موقع إي إس بي إن.كوم (الإنجليزية)